# Juan Sebastián Cabal
Juan Sebastián Cabal Valdés (* 25. dubna 1986 Cali) je bývalý kolumbijský profesionální tenista, vítěz smíšené čtyřhry Australian Open 2017 s Abigail Spearsovou a mužských čtyřher ve Wimbledonu 2019 a na US Open 2019 v páru s Robertem Farahem. Od července 2019 do února 2020 byl spolu s Farahem světovou jedničkou ve čtyřhře, jakožto padesátý třetí, respektive padesátý čtvrtý takový tenista od zavedení klasifikace ATP v roce 1973. Oba se stali prvními Kolumbijci na vrcholu světových žebříčků. Ve své dosavadní kariéře na okruhu ATP Tour vyhrál dvacet deblových turnajů. Na challengerech ATP a okruhu ITF získal čtyři tituly ve dvouhře a dvacet šest ve čtyřhře.
Na žebříčku ATP byl ve dvouhře nejvýše klasifikován v únoru 2011 na 184. místě a ve čtyřhře pak v červenci 2019 na 1. místě. Naposledy ho trénoval Jeff Coetzee.
V kolumbijském daviscupovém týmu debutoval v roce 2008 semifinálem Americké zóny proti Brazílii, v němž prohrál dvouhry s Danielem a Belluccim. Brazilci zvítězili 4:1 na zápasy. Do září 2023 v soutěži nastoupil k dvaceti osmi mezistátním utkáním s bilancí 7–2 ve dvouhře a 16–11 ve čtyřhře.
Kolumbii reprezentoval na londýnských Letních olympijských hrách 2012. Do mužské čtyřhry nastoupil se Santiagem Giraldem. Soutěž opustili po prohře v úvodním kole od chorvatského páru Marin Čilić a Ivan Dodig. Zúčastnil se také Her XXXI. olympiády v Riu de Janeiru, do nichž v mužském deblu zasáhl po boku Roberta Faraha. Ve druhé fázi dohráli na raketách Američanů Steva Johnsona a Jacka Socka.
Na Panamerických hrách 2011 v mexické Guadalajaře získal s Robertem Farahem zlatou medaili ve čtyřhře.
V listopadu 2016 se oženil. Do manželství s Julianou Cabalovou se narodil syn Jacobo (nar. 2016).
V srpnu 2023 ukončil sportovní kariéru.

## Tenisová kariéra
V rámci hlavních soutěží událostí Futures debutoval v říjnu 2001 na turnaji v Sante Fe de Bogota. První turnaj na okruhu ATP Tour odehrál na pařížském grandslamu French Open 2011, kde s Argentincem Eduardem Schwankem skončili jako poražení finalisté čtyřhry. S krajanem Robertem Farahem nastoupil do první deblové soutěže během medellínské události ITF v říjnu 2004. Vypadli ve druhém kole. Stabilní spolupráci navázali o šest sezón později. Impulzem se stal triumf na maracaibském turnaji z června 2010.

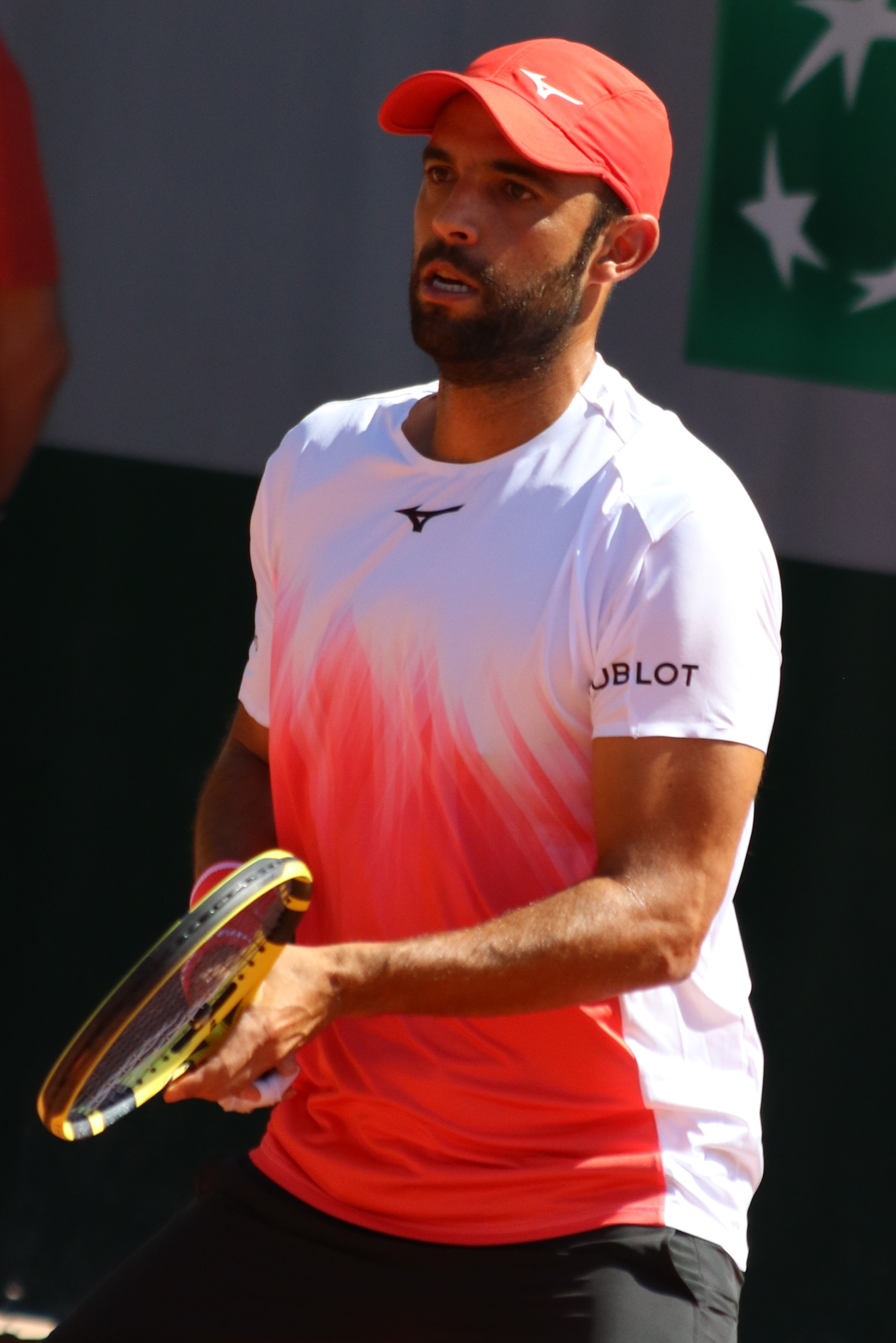
Cabal na French Open 2021

Do hlavní soutěže okruhu ATP World Tour, vyjma grandslamu, premiérově zasáhl během indického Aircel Chennai Open 2012. S Farahem dohráli ve čtvrtfinále s druhou nasazenou dvojicí Scott Lipsky a Rajeev Ram. První trofej společně získali na antukovém Rio Open 2014 po finálové výhře nad párem David Marrero a Marcelo Melo. Druhý triumf v Riu přidali v roce 2016. V sérii Masters ovládli Rome Masters v letech 2018 a 2019.
V boji o deblový titul Australian Open 2018 s Farahem nestačili na rakousko-chorvatskou dvojici Oliver Marach a Mate Pavić. Grandslamovou trofej vybojoval s Američankou Abigail Spearsovou ve smíšené čtyřhře Australian Open 2017, když ve finálovém duelu přehráli druhé nasazené Saniu Mirzaovou a Ivana Dodiga. Turnajem prošli bez ztráty setu.
Ve Wimbledonu 2019 vytvořil s Farahem druhý nasazený pár. Při 31. grandslamové účasti se ocitli na prahu vyřazení ve čtvrtfinále, v němž odvrátili pět mečbolů nizozemsko-rumunské dvojici Jean-Julien Rojer a Horia Tecău. Ve finálovém pětisetovém boji pak přehráli francouzské turnajové jedenáctky Nicolase Mahuta s Édouardem Rogerem-Vasselinem. Utkání trvalo 4.56 hodin a úvodní čtyři sady rozhodl až tiebreak. Triumfem se stali první ryze kolumbijskou dvojicí, která vyhrála grandslam a premiérově vystoupali na vrchol deblového žebříčku ATP, kde vystřídali 41letého Mika Bryana. Na US Open 2019 opět nenašli přemožitele. Ve finále, které znamenalo jubilejní 400. společnou výhru na okruhu ATP Tour, porazili španělsko-argentinské turnajové osmičky Marcela Granollerse s Horaciem Zeballosem po dvousetovém průběhu. Jako šestá dvojice otevřené éry ovládli Wimbledon i Flushing Meadows v jedné sezóně.

## Finále na Grand Slamu

### Mužská čtyřhra: 4 (2–2)
| Stav      | rok  | turnaj          | povrch | spoluhráč       | soupeři ve finále                    | výsledek                                    |
| --------- | ---- | --------------- | ------ | --------------- | ------------------------------------ | ------------------------------------------- |
| Finalista | 2011 | French Open     | antuka | Eduardo Schwank | Max Mirnyj Daniel Nestor             | 63–7, 6–3, 4–6                              |
| Finalista | 2018 | Australian Open | tvrdý  | Robert Farah    | Oliver Marach Mate Pavić             | 4–6, 4–6                                    |
| Vítěz     | 2019 | Wimbledon       | tráva  | Robert Farah    | Nicolas Mahut Édouard Roger-Vasselin | 6–7(5–7), 7–6(7–5), 7–6(8–6), 6–7(5–7), 6–3 |
| Vítěz     | 2019 | US Open         | tvrdý  | Robert Farah    | Marcel Granollers Horacio Zeballos   | 6–4, 7–5                                    |

### Smíšená čtyřhra: 1 (1–0)
| Stav  | rok  | turnaj          | povrch | spoluhráčka       | soupeři ve finále         | výsledek |
| ----- | ---- | --------------- | ------ | ----------------- | ------------------------- | -------- |
| Vítěz | 2017 | Australian Open | tvrdý  | Abigail Spearsová | Ivan Dodig Sania Mirzaová | 6–2, 6–4 |

## Finále na okruhu ATP Tour

### Čtyřhra: 46 (20–26)
| Legenda                     |
| Grand Slam (2–2)            |
| Turnaj mistrů (0–0)         |
| ATP Tour Masters 1000 (2–5) |
| ATP Tour 500 (6–5)          |
| ATP Tour 250 (10–14)        |

| Stav      | č.  | datum             | turnaj                                | povrch     | spoluhráč          | soupeři ve finále                     | výsledek                                    |
| --------- | --- | ----------------- | ------------------------------------- | ---------- | ------------------ | ------------------------------------- | ------------------------------------------- |
| Finalista | 1.  | 4. června 2011    | French Open, Paříž, Francie           | antuka     | Eduardo Schwank    | Max Mirnyj Daniel Nestor              | 6–7(3–7), 6–3, 4–6                          |
| Finalista | 2.  | 23. června 2012   | Rosmalen, Nizozemsko                  | tráva      | Dmitrij Tursunov   | Robert Lindstedt Horia Tecău          | 3–6, 6–7(1–7)                               |
| Finalista | 3.  | 25. května 2013   | Nice, Francie                         | antuka     | Robert Farah       | Johan Brunström Raven Klaasen         | 3–6, 2–6                                    |
| Finalista | 4.  | 5. ledna 2014     | Brisbane, Austrálie                   | tvrdý      | Robert Farah       | Mariusz Fyrstenberg Daniel Nestor     | 7–6(7–4), 4–6, [7–10]                       |
| Finalista | 5.  | 9. února 2014     | Viña del Mar, Chile                   | antuka     | Robert Farah       | Oliver Marach Florin Mergea           | 3–6 4–6                                     |
| Vítěz     | 1.  | 23. února 2014    | Rio de Janeiro, Brazílie              | antuka     | Robert Farah       | David Marrero Marcelo Melo            | 6–4, 6–2                                    |
| Finalista | 6.  | 2. března 2014    | São Paulo, Brazílie                   | antuka (h) | Robert Farah       | Guillermo García-López Philipp Oswald | 7–5, 4–6, [13–15]                           |
| Finalista | 7.  | 30. března 2014   | Miami, Spojené státy                  | tvrdý      | Robert Farah       | Bob Bryan Mike Bryan                  | 6–7(8–10), 4–6                              |
| Finalista | 8.  | 20. července 2014 | Bogotá, Kolumbie                      | tvrdý      | Nicolás Barrientos | Samuel Groth Chris Guccione           | 6–7(5–7), 7–6(7–3), [9–11]                  |
| Vítěz     | 2.  | 23. srpna 2014    | Winston-Salem, Spojené státy          | tvrdý      | Robert Farah       | Jamie Murray John Peers               | 6–3, 6–4                                    |
| Vítěz     | 3.  | 15. února 2015    | São Paulo, Brazílie                   | antuka (h) | Robert Farah       | Paolo Lorenzi Diego Schwartzman       | 6–4, 6–2                                    |
| Vítěz     | 4.  | 23. května 2015   | Ženeva, Švýcarsko                     | antuka     | Robert Farah       | Raven Klaasen Lu Jan-sun              | 7–5, 4–6, [10–7]                            |
| Finalista | 9.  | 25. července 2015 | Bastad, Švédsko                       | antuka     | Robert Farah       | Jérémy Chardy Łukasz Kubot            | 7–6(8–6), 3–6, [8–10]                       |
| Finalista | 10. | 2. srpna 2015     | Hamburk, Německo                      | antuka     | Robert Farah       | Jamie Murray John Peers               | 6–2, 3–6, [8–10]                            |
| Finalista | 11. | 11. října 2015    | Tokio, Japonsko                       | tvrdý      | Robert Farah       | Raven Klaasen Marcelo Melo            | 6–7(5–7), 6–3, [7–10]                       |
| Vítěz     | 5.  | 14. února 2016    | Buenos Aires, Argentina               | antuka     | Robert Farah       | Íñigo Cervantes Paolo Lorenzi         | 6–3, 6–0                                    |
| Vítěz     | 6.  | 21. února 2016    | Rio de Janeiro, Brazílie (2)          | antuka     | Robert Farah       | Pablo Carreño Busta David Marrero     | 7–6(7–5), 6–1                               |
| Finalista | 12. | 1. května 2016    | Mnichov, Německo                      | antuka     | Robert Farah       | Henri Kontinen John Peers             | 3–6, 6–3, [7–10]                            |
| Vítěz     | 7.  | 21. května 2016   | Nice, Francie                         | antuka     | Robert Farah       | Mate Pavić Michael Venus              | 4–6, 6–4, [10–8]                            |
| Vítěz     | 8.  | 23. října 2016    | Moskva, Rusko                         | tvrdý (h)  | Robert Farah       | Julian Knowle Jürgen Melzer           | 7–5, 4–6, [10–5]                            |
| Vítěz     | 9.  | 19. února 2017    | Buenos Aires, Argentina (2)           | antuka     | Robert Farah       | Santiago González David Marrero       | 6–1, 6–4                                    |
| Finalista | 13. | 25. února 2017    | Rio de Janeiro, Brazílie              | antuka     | Robert Farah       | Pablo Carreño Busta Pablo Cuevas      | 4–6, 7–5, [8–10]                            |
| Finalista | 14. | 29. dubna 2017    | Budapešť, Maďarsko                    | antuka     | Robert Farah       | Brian Baker Nikola Mektić             | 6–7(2–7), 4–6                               |
| Vítěz     | 10. | 7. května 2017    | Mnichov, Německo                      | antuka     | Robert Farah       | Jérémy Chardy Fabrice Martin          | 6–3, 6–3                                    |
| Finalista | 15. | 30. května 2017   | Ženeva, Švýcarsko                     | antuka     | Robert Farah       | Jean-Julien Rojer Horia Tecău         | 6–2, 6–7(9–11), [6–10]                      |
| Vítěz     | 11. | 5. srpna 2017     | Los Cabos, Mexiko                     | tvrdý      | Treat Conrad Huey  | Sergio Galdós Roberto Maytín          | 6–2, 6–3                                    |
| Finalista | 16. | 27. ledna 2018    | Australian Open, Melbourne, Austrálie | tvrdý      | Robert Farah       | Oliver Marach Mate Pavić              | 4–6, 4–6                                    |
| Finalista | 17. | 18. února 2018    | Buenos Aires, Argentina               | antuka     | Robert Farah       | Andrés Molteni Horacio Zeballos       | 3–6, 7–5, [3–10]                            |
| Vítěz     | 12. | 20. května 2018   | Řím, Itálie                           | antuka     | Robert Farah       | Pablo Carreño Busta João Sousa        | 3–6, 6–4, [10–4]                            |
| Finalista | 18. | 19. srpna 2018    | Cincinnati, Spojené státy             | tvrdý      | Robert Farah       | Jamie Murray Bruno Soares             | 6–4, 3–6, [6–10]                            |
| Finalista | 19. | 12. ledna 2019    | Sydney, Austrálie                     | tvrdý      | Robert Farah       | Jamie Murray Bruno Soares             | 4–6, 3–6                                    |
| Vítěz     | 13. | 28. dubna 2019    | Barcelona, Španělsko                  | antuka     | Robert Farah       | Jamie Murray Bruno Soares             | 6–4, 7–6(7–4)                               |
| Vítěz     | 14. | 19. května 2019   | Řím, Itálie (2)                       | antuka     | Robert Farah       | Raven Klaasen Michael Venus           | 6–1, 6–3                                    |
| Vítěz     | 15. | 28. června 2019   | Eastbourne, Spojené království        | tráva      | Robert Farah       | Máximo González Horacio Zeballos      | 3–6, 7–6(7–4), [10–6]                       |
| Vítěz     | 16. | 13. července 2019 | Wimbledon, Londýn, Spojené království | tráva      | Robert Farah       | Nicolas Mahut Édouard Roger-Vasselin  | 6–7(5–7), 7–6(7–5), 7–6(8–6), 6–7(5–7), 6–3 |
| Finalista | 20. | 19. srpna 2019    | Cincinnati, Spojené státy             | tvrdý      | Robert Farah       | Ivan Dodig Filip Polášek              | 6–4, 4–6, [6–10]                            |
| Vítěz     | 17. | 7. září 2019      | US Open, New York, Spojené státy      | tvrdý      | Robert Farah       | Marcel Granollers Horacio Zeballos    | 6–4, 7–5                                    |
| Finalista | 21. | únor 2020         | Acapulko, Mexiko                      | tvrdý      | Robert Farah       | Łukasz Kubot Marcelo Melo             | 6–7(6–8), 7–6(7–4), [9–11]                  |
| Finalista | 22. | říjen 2020        | Pula, Itálie                          | antuka     | Robert Farah       | Marcus Daniell Philipp Oswald         | 3–6, 4–6                                    |
| Finalista | 23. | únor 2021         | Melbourne, Austrálie                  | tvrdý      | Robert Farah       | Jamie Murray Bruno Soares             | 3–6, 6–7(7–9)                               |
| Vítěz     | 18. | 20. března 2021   | Dubaj, Spojené arabské emiráty        | tvrdý      | Robert Farah       | Nikola Mektić Mate Pavić              | 7–6(7–0), 7–6(7–4)                          |
| Vítěz     | 19. | 25. dubna 2021    | Barcelona, Španělsko                  | antuka     | Robert Farah       | Kevin Krawietz Horia Tecău            | 6–4, 6–2                                    |
| Vítěz     | 20. | 31. října 2021    | Vídeň, Rakousko                       | tvrdý (h)  | Robert Farah       | Rajeev Ram Joe Salisbury              | 6–4, 6–2                                    |
| Finalista | 24. | duben 2022        | Monte-Carlo, Monako                   | antuka     | Robert Farah       | Rajeev Ram Joe Salisbury              | 4–6, 6–3, [7–10]                            |
| Finalista | 25. | květen 2022       | Madrid, Španělsko                     | antuka     | Robert Farah       | Wesley Koolhof Neal Skupski           | 7–6(7–4), 4–6, [5–10]                       |
| Finalista | 26. | únor 2023         | Rio de Janeiro, Brazílie              | antuka     | Marcelo Melo       | Máximo González Andrés Molteni        | 1–6, 6–7(3–7)                               |